# Discanomalina
Discanomalina es un género de foraminífero bentónico de la subfamilia Gavelinellinae, de la familia Gavelinellidae, de la superfamilia Chilostomelloidea, del suborden Rotaliina y del orden Rotaliida. Su especie tipo es Discanomalina japonica. Su rango cronoestratigráfico abarca desde el Mioceno hasta la Actualidad.

## Clasificación
Discanomalina incluye a las siguientes especies:
- Discanomalina bilateralis
- Discanomalina coronata
- Discanomalina crassa
- Discanomalina semipunctata
- Discanomalina vermiculata

Otras especies consideradas en Discanomalina son:
- Discanomalina dissidens, de posición genérica incierta
- Discanomalina japonica, considerado sinónimo posterior de Discanomalina semipunctata